# گلوگاه شیطان
گلوگاه شیطان فیلمی به کارگردانی حمید بهمنی و نویسندگی حمید بهمنی و داوود امیریان و تهیه‌کنندگی سعید شرفی‌کیا ساخته سال ۱۳۸۹ در ژانر دفاع مقدس در ایران است.

## خلاصه فیلم
گروهی از مأموران شناسایی ایران در سال ۱۳۶۴ برای شناسایی منطقه‌ای از رودخانه اروند دچار سختی‌های فراوانی می‌شوند اما سرانجام منطقه شناسایی شده و عملیات والفجر ۸ انجام می‌گردد.